# Re
Quello di re (dal latino rex) è un titolo diffuso nei paesi di lingua latina per designare il legittimo sovrano di uno Stato monarchico. Se il sovrano è una donna, essa è indicata come regina.
Lo Stato retto dal re, sia che si tratti di una monarchia assoluta o di una monarchia costituzionale, è detto regno (dal latino regnum).
La condizione dell'essere re è detta regalità. Da un punto di vista antropologico, il titolo di re risulta talvolta connesso anche a connotazioni di matrice sacrale o spirituale.

## Etimologia e significato del termine
Il termine deriva dal latino rex, proveniente dal verbo regere, che significa «governare», «guidare», «tenere in vita»; a sua volta esso avrebbe origine dal sanscrito rags, ossia «brillare», «essere illustre», a indicare la capacità di dare luminosità e splendore alla propria nazione.
Nell'antichità infatti i re, o i detentori della regalità, avevano anche una funzione religiosa e sacerdotale, in particolare Numa Pompilio tra i sette re di Roma, la figura del basileus nell'antica Grecia, o i Magi della tradizione evangelica, che erano al contempo re-sacerdoti.

## I regni in Europa
Nella gerarchia dei titoli nobiliari quello di re può essere un grado inferiore solo a quello di imperatore, laddove quest'ultimo esista (mentre nel ventunesimo secolo esistono ancora vari regni, l'ultimo impero sopravvissuto è quello giapponese, in Asia). È il titolo che spetta ai sovrani, eccetto che a quelli di piccoli stati. Solo in alcuni casi ha comportato un'effettiva subordinazione all'imperatore. Molte monarchie europee infatti hanno origine con la diretta investitura dell'imperatore nell'alto medioevo anche se spesso si trattò solo di un atto formale e generico di qualche sovrano (Ungheria, Polonia, Boemia, Danimarca, Francia, Inghilterra) ed il riconoscimento del regno di Prussia e del regno di Sardegna.
Nell'ambito dell'Europa latina fra il 1250 ed il 1700 i regni furono relativamente pochi: Scozia, Irlanda, Inghilterra, Francia, Navarra, Portogallo, Castiglia, León, Aragona (questi ultimi tre unificati nel regno di Spagna), Norvegia, Svezia, Danimarca, Germania, Arles o Gallia, Roma o Italia (questi ultimi tre spettanti all'Imperatore del Sacro Romano Impero), Napoli, Sardegna, Sicilia, Polonia, Ungheria, Arborea, Gallura, Torres, Cagliari. Per questi ultimi quattro, il titolo era chiamato in realtà Giudice, essi erano infatti noti come "Giudicati sardi".
Una particolarità era costituita dal Regno di Boemia, che era diventato un feudo del Regno di Germania, ma aveva potuto mantenere il proprio titolo: si trattò di un'evidente eccezione. Alcuni altri regni erano esistiti nel Medioevo. Nel 1701 la Prussia fu elevata a regno. Napoleone elevò a regni la Sassonia, la Baviera ed il Württemberg. Inoltre creò tre regni di breve durata: Etruria, Vestfalia e Olanda. Il Congresso di Vienna elevò a regni lo Hannover ed i Paesi Bassi. Nel 1830 e nel 1832 rispettivamente divennero indipendenti i regni del Belgio e di Grecia. Nel 1861 fu creato il Regno d'Italia. Entro la prima guerra mondiale divennero regni anche la Romania, la Serbia (poi Jugoslavia), la Bulgaria ed il Montenegro. Fra il 1928 ed il 1943 anche l'Albania fu un regno.

## Il re in Italia

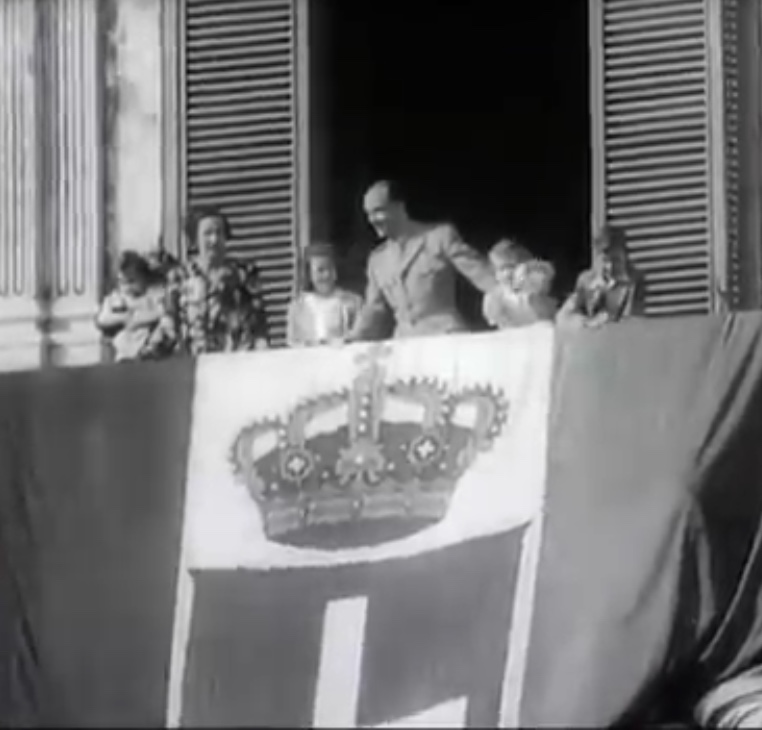
Il re Umberto II e la famiglia reale d'italia dietro la bandiera del Regno d'Italia

Dopo la caduta dell'Impero romano d'Occidente l'Italia divenne un regno romano-barbarico sotto il dominio del Rex Italiae (Re d'Italia) Odoacre, capo federato barbaro, depositore dell'ultimo imperatore Romolo Augusto.
Il titolo proprio di "Re d'Italia" nacque con lo smembramento dell'Impero carolingio. Intorno all'anno 1000 il titolo venne riunito a quello di re di Germania e Imperatore del Sacro Romano Impero. Dopo la fine della Casa di Svevia, nel 1258, divenne un titolo puramente nominale e quasi nessun Re d'Italia si recò effettivamente nel regno della penisola. Alla cessazione del Sacro Romano Impero, nel 1805, Napoleone I, già Imperatore dei Francesi e Presidente della Repubblica sorella d'Italia creò un Regno di Italia di cui assunse egli stesso il titolo di re. Dopo il Congresso di Vienna successore di questo Regno d'Italia fu il Regno Lombardo-Veneto.
Dal Regno d’Italia dei Franchi al Lombardo-Veneto l'insegna di tutti questi regni di Italia fu sempre la Corona ferrea, conservata a Monza.
D'altra parte bisogna tenere presente che parallelamente nell'Italia Meridionale si erano formati tre regni, del tutto autonomi da quelli sopra descritti: il Regno di Sicilia, il Regno di Napoli, poi uniti nel XIX secolo nel Regno delle Due Sicilie, ed il Regno di Sardegna. Quando il  17 marzo 1861 quasi tutta l'Italia fu unificata ad opera del Regno di Sardegna, Vittorio Emanuele II, di Casa Savoia, prese il titolo di Re d'Italia.
Il nuovo regno, in conseguenza del preponderante contributo della monarchia sabauda all'unificazione, ereditò al completo gli istituti e l'assetto del Regno di Sardegna. La corona posta sullo stemma italiano non era quindi la Corona Ferrea, bensì la corona con la croce trifogliata dell'Ordine Mauriziano ereditata dalla Monarchia sarda. Analogamente l'ordinamento italiano aveva ereditato dal Regno di Sardegna lo Statuto Albertino, in base al quale il Re era il capo dello Stato, le cui caratteristiche e prerogative derivavano dallo statuto (art. 2-23, 30, 33, 35-36, 40, 49).
Il titolo di "Re d'Italia" è stato abolito dalla Costituzione della Repubblica Italiana nel 1948, nata a seguito del referendum di due anni prima che aveva sancito che il nuovo stato italiano, in cui era stata restaurata la democrazia dopo il ventennio fascista e la seconda guerra mondiale, avrebbe avuto un governo di tipo repubblicano; a seguito di ciò è stato imposto l'esilio dei maschi di Casa Savoia dal territorio italiano, abrogato poi il 10 ottobre 2002.